# 虎紋裸胸鱔
虎紋裸胸鱔，又稱虎紋裸胸鯙，為輻鰭魚綱鰻鱺目鯙亞目鯙科的其中一種，分布於印度太平洋區，從東非到亞丁灣再到土阿莫土群島海域，體長可達58公分，為底棲性魚類，生活在水淺的珊瑚礁海域，屬肉食性，生活習性不明。

## 擴展閱讀
維基物種上的相關：虎紋裸胸鱔